# Resurrection (album de 2Pac)
Pour les articles homonymes, voir Résurrection (homonymie).
Albums de 2Pac
Nu-Mixx Klazzics
(2003) 2Pac Live
(2004)
Singles
1. Runnin' (Dying to Live)
Sortie : 6 septembre 2003
2. One Day at a Time (Em's Version)
Sortie : 22 mars 2004

Resurrection est un album posthume de 2Pac et la bande originale du documentaire Tupac: Resurrection, sorti le 11 novembre 2003.
Il comprend des morceaux édités sur des albums précédents de 2Pac, parmi lesquels Death Around the Corner (Me Against the World), Secretz of War (Still I Rise), Holler If Ya Hear Me (Strictly 4 My N.I.G.G.A.Z.) et Rebel of the Underground (2Pacalypse Now), mais également des titres inédits comme Ghost, One Day at a Time (Em's Version) ou Runnin' (Dying to Live). Eminem a produit la majorité des morceaux de l'album.

## Réception
L'album s'est classé 1er au Top Soundtracks, 2e au Billboard 200 et 3e au Top R&B/Hip-Hop Albums et a été certifié disque de platine par la Recording Industry Association of America (RIAA) le 16 décembre 2003. En France, l'album s'est vendu à 30 900 exemplaires.

## Récompense
Runnin' (Dying to Live) a remporté le titre de « Meilleure chanson de bande originale de l'année » aux ASCAP Awards de 2005.

## Liste des titres
| No  | Titre                                                          | Contient un (des) sample(s) de | Durée |
| --- | -------------------------------------------------------------- | --- | ----- |
| 1.  | Intro                                                          | | 0:05  |
| 2.  | Ghost                                                          | | 4:17  |
| 3.  | One Day at a Time (Em's Version) (featuring Eminem et Outlawz) | | 3:44  |
| 4.  | Death Around the Corner                                        | Winter Sadness de Kool and the Gang                                                                                                 | 4:07  |
| 5.  | Secretz of War (featuring Outlawz)                             | | 4:13  |
| 6.  | Runnin' (Dying to Live) (featuring The Notorious B.I.G.)       | Dying to Live d'Edgar Winter Runnin' (From Tha Police) de 2Pac et The Notorious B.I.G. featuring Dramacydal, Buju Banton et Stretch | 3:51  |
| 7.  | Holler If Ya Hear Me                                           | Atomic Dog de George Clinton Rebel Without a Pause de Public Enemy Do It Any Way You Wanna de The People's Choice                   | 4:38  |
| 8.  | Starin' Through My Rear View (featuring Outlawz)               | In The Air Tonight de Phil Collins                                                                                                  | 5:11  |
| 9.  | Bury Me a G (featuring Thug Life)                              | For the Love of You (Part 1 & 2) des Isley Brothers                                                                                 | 5:00  |
| 10. | Same Song (featuring Digital Underground)                      | | 3:57  |
| 11. | Panther Power (featuring Tyson)                                | | 4:36  |
| 12. | Str8 Ballin'                                                   | What's a Telephone Bill? de Bootsy's Rubber Band                                                                                    | 5:04  |
| 13. | Rebel of the Underground                                       | Impeach the President des Honey Drippers                                                                                            | 3:17  |
| 14. | The Realist Killaz (featuring 50 Cent)                         | Hail Mary de 2Pac featuring Kastro, Prince Ital Joe et Young Noble                                                                  | 2:59  |